# Throneum
Throneum – black/death metalowa grupa muzyczna, założona przez gitarzystę Tomasza Hanuszkiewicza (alias The Great Executor) w 1996 roku pod nazwą Throne. W 2000 roku nazwa została zmieniona na Throneum.

## Dyskografia
- Old Death's Lair (2001, Weird Truth Productions)
- Mutiny of Death (2003, Pagan Records)
- Pestilent Death (2005, Apocalyptor Records)
- Deathmass of the Gravedancer (2007, Displeased Records)
- Deathcult Conspiracy (2009, Pagan Records)
- Death Throne Entities (2011, Pagan Records)[3]
- Morbid Death Tales (2016, Hells Headbangers Records)[4]
- Organic Death Temple MMXVI (2016, Deathgasm Records)
- The Tight Deathrope Act over Rubicon (2018, Hells Headbangers Records)
- Oh Death... Oh Death... Determinate, Preach and Lead Us Astray...(2020, Godz ov War Productions)